# Jossi Beilin

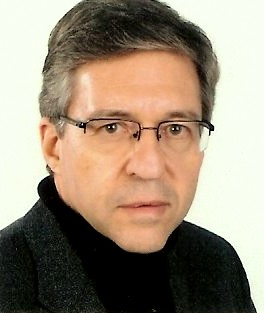
Jossi Beilin, 2006

Unterschrift Beilins

Josef „Jossi“ Beilin (hebräisch יוסי ביילין; * 12. Juni 1948 in Petach Tikwa, Israel) ist ein israelischer Hochschullehrer und ehemaliger Politiker. Er war Mitglied der Knesset, stellvertretender und amtierender Außenminister Israels und Justizminister Israels. Er gehörte der israelischen Arbeitspartei an, war von 2004 bis 2007 Vorsitzender der Meretz-Jachad und gilt als einer der bekanntesten Exponenten des israelischen Friedenslagers.

## Leben
Josef Beilin wurde in eine bildungsbürgerliche aschkenasische Familie geboren. Sein Vater war ein sehr belesener Buchhalter der israelischen Journalistengewerkschaft. Seine Mutter verfasste Artikel für die linke Tageszeitung Davar und arbeitete als Lehrerin für Arabisch, Bibelkunde und Archäologie. Einer von Josef Beilins Großvätern hatte sich als Delegierter an zwei frühen Zionistenkongressen beteiligt. Die Familie lebte in bescheidenen Verhältnissen, denn sie war in Folge der Vertreibung aus Europa materiell verarmt. Beilin besuchte die Volksschule und das Herzlia-Gymnasium, danach wurde er Berichterstatter beim Jugendrundfunk. Auf eigenen Wunsch begann er als Kind die jüdische Religion zu praktizieren. Unter dem Eindruck des Jom-Kippur-Kriegs wandte er sich 1973 wieder von der Religion ab und führte fortan ein säkulares Leben.
Beilin war von 1969 bis 1977 Journalist und Redaktionsmitglied bei der Zeitung Davar. Von 1972 bis 1985 war er als Politik-Dozent an der Universität Tel Aviv tätig. Dort machte er auch 1981 seinen Doktor der Philosophie in Politikwissenschaft.

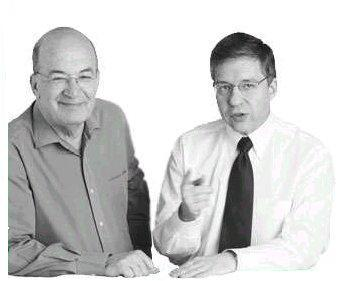
Jossi Beilin (rechts) mit Jossi Sarid

Seine politische Karriere begann er 1977 als Sprecher für die Arbeitspartei (bis 1984). Im Jahre 1984 wurde er Kabinettssekretär und schließlich im Jahre 1986 Generaldirektor des Außenministeriums. Im Jahre 1988 wurde er als Mitglied der Arbeitspartei in die Knesset gewählt. Diesen Sitz hielt bis ins Jahr 1999.
In der Regierung der nationalen Einheit unter Ministerpräsident Jitzchak Schamir war Beilin von 1988 bis 1990 stellvertretender Finanzminister und danach in der Regierung Jitzchak Rabins von 1992 bis 1995 stellvertretender Außenminister bzw. seit 1995 Wirtschafts- und Planungsminister. Nach der Ermordung Rabins 1995 nahm Beilin, der zu dieser Zeit als Vertrauter des neuen Ministerpräsidenten Schimon Peres galt, die Geschäfte des Außenministers wahr, ehe er an die Seite von Peres ins Büro des Ministerpräsidenten wechselte. Dieses Amt hatte er bis zur Niederlage seiner Partei bei den Knessetwahlen 1996 inne.
Nachdem sich Beilin 1997 vergeblich um die Nachfolge von Peres als Vorsitzender der Arbeitspartei beworben hatte, wurde er 1999 in der Regierung von Ehud Barak Justizminister. Dieses Amt hatte er bis 2001 inne. Außerdem amtierte er zwischen 2000 und 2001 für kurze Zeit als Minister für religiöse Angelegenheiten.
Nachdem ihm seine Partei im Jahr 2003 einen aussichtsreichen Platz auf der Knessetwahlliste verweigert hatte, trat Beilin aus der Arbeitspartei aus und gründete die Schachar-Bewegung (שח״ר, deutsch „Morgenröte“), die im Dezember des Jahres mit der Meretz-Partei zur Meretz-Jachad fusionierte. Beilin wurde im März 2004 zum Vorsitzenden der Partei gewählt. Sein politischer Rivale für dieses Amt war der Friedensaktivist und Sozialist Ran Cohen. Dieser Vertreter des sozialistischen Zionismus hatte die Ansicht vertreten, Jachad solle sich mehr auf sozial-wirtschaftliche Fragen und nicht auf Verhandlungen mit den Palästinensern konzentrieren. Nach seinem Sieg saß Beilin für seine neue Partei seit 2006 wieder in der Knesset.
Aufgrund des schlechten Wahlergebnisses seiner Partei kündigte er Ende 2007 an, nicht mehr zur Wahl des Parteivorsitzenden anzutreten. Neuer Parteivorsitzender der Meretz-Jachad wurde Chaim Oron. Nachdem Beilin Oktober 2008 bekannt gab, bei den folgenden Knessetwahlen nicht mehr anzutreten, legte er im November sein Mandat nieder. Tzvia Greenfeld rückte für ihn in die Knesset nach.

## Rolle im Friedensprozess
Beilin wird zumeist mit den Oslo-Abkommen zwischen Israel und der PLO in Verbindung gebracht. Diese entstanden aus zunächst geheimen Verhandlungen, die er als stellvertretender Außenminister in den Jahren 1992 und 1993 vorantrieb. Beilins öffentliche Wahrnehmung als leitende Persönlichkeit der israelischen Friedensbewegung wird von den unterschiedlichen Einstellungen, die die Israelis den Oslo-Abkommen gegenüber haben, beeinflusst. Beilins wenige Unterstützer sind gemeinhin diejenigen, die auch der Ansicht sind, der Oslo-Prozess sei ein Schritt in die richtige Richtung gewesen. Seine Kritiker unter den Gegnern des „Friedensprozesses“ halten ihn für die Wellen des palästinensischen Terrors in den Jahren 1994 und 1996 sowie die Zweite Intifada verantwortlich, die den Abkommen folgten. Beilin wird oft Appeasement-Politik vorgeworfen. Israels Rechte fordert, Beilin für seine Rolle bei dem „Friedensprozess“ vor Gericht zu stellen. Beilins Kritiker von der linken Seite des politischen Spektrums beschuldigen ihn, für das Scheitern des Oslo-Prozesses mitverantwortlich zu sein. Er habe Schlüsselfragen nicht beachtet und sich nur auf politische Abmachungen konzentriert, während er die Gestaltung der sozialen und wirtschaftlichen Rahmenbedingung, die für die öffentliche Unterstützung unabdingbar seien, in den Händen radikaler Gruppen auf beiden Seiten ließ.
Beilin vertritt gemäßigt-kapitalistische Vorstellungen. In der Öffentlichkeit sagt er sehr wenig zu sozialen Themen und konzentriert sich mehr auf seine Bemühungen, Verhandlungen mit palästinensischen Offiziellen zu führen.

## Aktuelle Tätigkeiten
Beilin ist einer der Gründer und Mitarbeiter der Economic Cooperation Foundation.
Beilin war neben Jassir Abed Rabbo und anderen auch eine der treibenden Kräfte hinter der Genfer Initiative. Diese ist ein inoffizielles Abkommen zur Lösung des Nahostkonflikts.